# 284. strelska divizija (ZSSR)
284. strelska divizija (izvirno rusko 284. стрелковая дивизия; kratica 284. SD) je bila strelska divizija Rdeče armade v času druge svetovne vojne.

## Zgodovina
Divizija je bila ustanovljena julija 1941 in uničena septembra istega leta med bitko za Kijev. Ponovno je bila ustanovljena marca 1942 in bila marca 1943 preoblikovana v 79. gardno strelsko divizijo. Tudi tretjič so jo nato ustanovili.